# Pontvallain

Pontvallain este o comună în departamentul Sarthe, Franța. În 2009 avea o populație de 1,601 de locuitori.